# شپردز بوش امپایر

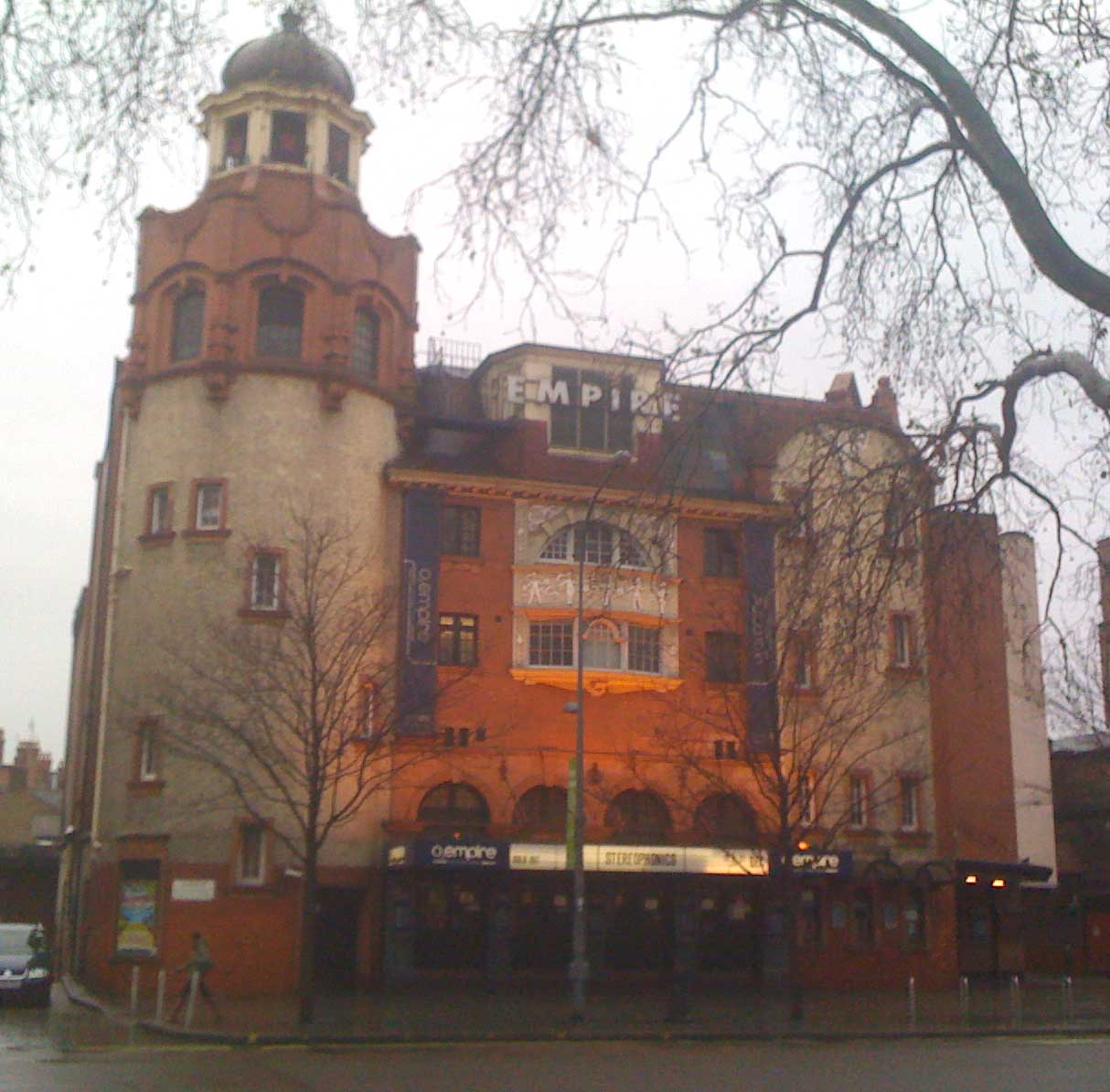
شپردز بوش امپایر

شپردز بوش امپایر یک مکان اجرای موسیقی در شهر لندن است. این مکان که با نام اُ۲ شپردز بوش امپایر نیز شناخته می‌شود، در ابتدا بعنوان یک تالار موسیقی در سال ۱۹۰۳ ایجاد شده بود، در سال ۱۹۵۳ برای تلویزیون بی‌بی‌سی مورد استفاده قرار گرفت و از ۱۹۹۱ به بعد به عنوان یک مکان اجرای موسیقی مورد استفاده قرار می‌گیرد.